# Степок (Балаклійська міська громада)
Степок — село в Україні, у Балаклійському районі Харківської області. Населення становить 22 осіб. До 2020 орган місцевого самоврядування — Яковенківська сільська рада.
До 2016 року село носило назву Червоний Степ.

## Географія
Село Степок знаходиться на самому початку Балки Дудникова, по якій протікає пересихаючий струмок, який впадає в річку Середня Балаклійка.

## Історія
12 червня 2020 року, відповідно до Розпорядження Кабінету Міністрів України  № 725-р «Про визначення адміністративних центрів та затвердження територій територіальних громад Харківської області», увійшло до складу Балаклійської міської територіальної громади.
19 липня 2020 року, в результаті адміністративно-територіальної реформи та ліквідації Балаклійського району, село увійшло до складу новоутвореного Ізюмського району.

## Економіка
В селі є молочно-товарна ферма.